# Caracas

Administrativní rozdělení města

Caracas, oficiálně Santiago de Léon de Caracas, je hlavní město jihoamerického státu Venezuela. Jedná se o největší město v zemi s více než 5 miliony obyvatel. Je situováno mezi několika údolími, která se nalézají ve výšce okolo 900 metrů nad mořem. Mezi nepřehlédnutelné dominanty města patří futuristické mrakodrapy společně s mnohaproudými dálnicemi, které stojí v přímém kontrastu k množství chudinských slumů (ve Venezuele zvaných barrios), které lemují okolí města mj. podél jedné z dálnic. Městská aglomerace se skládá z Distrito capital (dříve na úrovni spolkového státu) a dalších čtyř obcí v sousedním spolkovém státě Miranda.
Hlavní město Venezuely je typické jihoamerické velkoměsto, je stejně zajímavé jako depresivní. Caracas má všechny vymoženosti velkoměsta – výškové obytné domy pro střední vrstvy, luxusní vilové čtvrti, restaurace a hotely, divadla, muzea, noční bary a nákupní centra. Město se ale již dlouho potýká s mnoha problémy jako jsou chudoba, kriminalita a znečištění. Kvůli velké kriminalitě je mnoho obytných komplexů pro zámožnější vrstvy obehnáno vysokými ploty.
Caracas je město s dopravními zácpami a progresivní kulturou. Je centrem politického, vědeckého, kulturního, intelektuálního a vzdělávacího života ve Venezuele. Je také ukázkovým příkladem moderní architektury, která je na mnoha místech doplněna sochami, mozaikami a freskami. Díky své výhodné poloze na karibském pobřeží byl a je Caracas - prostřednictvím mezinárodního letiště a přístavu u města La Guaira - vstupní branou do And a Amazonie.

## Geografie

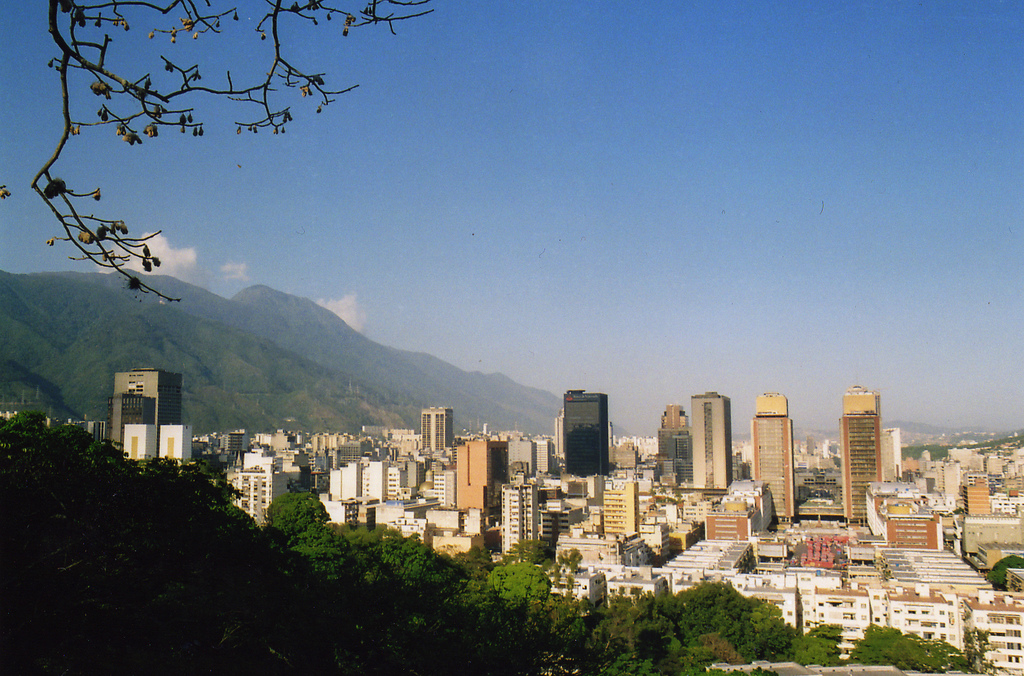
Pohled na město z El Calvario

Caracas se táhne 20 km dlouhým a poměrně úzkým údolím na náhorní planině. Toto údolí je na severu lemováno zeleným a neobydleným národním parkem El Ávila. Jih je naopak zastavěn moderními předměstími a také pochybnými městečky z chatrčí ležícími na úpatí kopců (tzv. barrios). Centrum Caracasu je dlouhé 8 km, začíná v El Silenciu a končí v Chacau. Původní historické čtvrti (popř. to, co z nich zbylo) zabírají západní část centrálního území.
Caracas lze navštívit v kterékoliv roční době. Podnebí v této oblasti je suché, období dešťů, které od června do října panuje v ostatních částech Venezuely, se města příliš nedotýká. Teploty jsou příjemné a stálé, celoroční průměr se pohybuje kolem 25 °C. Srážky ani v období dešťů zpravidla nepřesáhnou 100 mm za jeden měsíc.

## Historie

### Založení města
Počátky města se datují do roku 1560, kdy španělský cestovatel Francisco Fajardo zamířil směrem na jih ze španělské kolonie na ostrově Margarita 40 km od pevniny, a objevil zelené údolí, které je dnes zastavěno budovami a silnicemi. Fajardo zde založil osadu San Francisco, která však byla záhy zničena Indiány. Indiáni ve svých útocích pokračovali šest let, dokud španělský guvernér nedal pokyn k dobytí údolí. 25. července 1567 guvernérovo vojsko vyhnalo poslední Indiány. San Francisco bylo obnoveno a přejmenováno na „Santiago de León de Caracas“: „Santiago“ po patronovi Španělska, „León“ po guvernérovi provincie a „Caracas“ za odměnu nejméně problémovým Indiánům v této pobřežní oblasti.
Sídlem administrativy se Caracas stal v roce 1577, kdy se zároveň stal třetím a posledním hlavním městem Venezuely (první bylo Coro v letech 1527–46 a pak El Tocuyo 1547–77). Dvacet let po svém založení bylo město Caracas domovem šedesáti španělských rodin a zaujímalo 25 bloků kolem Plaza Mayor.

### Španělská nadvláda a vyhlášení nezávislosti
Přes další útoky, tentokrát ze strany pirátů, kteří město vyhladili, a přestože město bylo zničeno zemětřesením, Caracas odolal a další dvě staletí byla relativně klidná. To se změnilo, když se ve městě narodili dva nejslavnější synové Venezuely: Francisco de Miranda, který bojoval za nezávislost Venezuely na Španělsku, se narodil roku 1750; Simón Bolívar (Osvoboditel), který nakonec nezávislost vybojoval, se narodil roku 1783. Miranda zřídil v Caracasu nezávislou administrativu, která fungovala v letech 1810–1812 a zanikla, když Mirandu zajala španělská vojska, která obsadila město. Jeho spolubojovníci včetně Bolívara byli tak rozzlobení touto kapitulací, že Mirandu předali Španělům. Ti převezli Mirandu do Cádizu, kde o čtyři roky později ve vězení zemřel. Po Mirandově zajetí se do čela revoluce postavil Bolívar. Pokusil se porazit Španěly ve Venezuele, ale byl donucen se stáhnout do Kolumbie a pak na Jamajku. V roce 1817 přišla jeho chvíle k návratu. Právě skončily napoleonské války a Bolívarův zmocněnec v Londýně mohl vyzvednout peníze a zbraně a naverbovat 5 000 britských veteránů Poloostrovní války. S touto vojenskou sílou a s armádou jezdců z Los Llanos přešel Bolívar Andy, porazil španělskou armádu a přinesl nezávislost do Kolumbie a Venezuely. Koncem roku 1824 osvobodil Bolívar Ekvádor, Peru a Bolívii, a tak dobyl více než pět milionů čtverečních kilometrů území, což byl ohromující vojenský počin. Avšak Bolívarův sen o spojené Velké Kolumbii (Kolumbie, Venezuela a Ekvádor) se ukázal jako příliš ambiciózní. Nový stát existoval pouze deset let, než se rozdělil na tři samostatné země a Osvoboditel (El Libertador) byl poslán do vyhnanství. Zemřel v chudobě roku 1830. O dvanáct let později jeho krajané připustili, že jsou mu dlužníky. Jeho ostatky byly převezeny zpět ze Santa Marty v Kolumbii a nyní jsou uloženy v caracaském Národním Pantheonu. Po jeho boku je prázdný hrob čekající na ostatky Francisca Mirandy, který byl pohřben ve Španělsku do masového hrobu.

### Vojenská diktatura
Období po vyhlášení nezávislosti se vyznačovalo vážnými vládními problémy, které trvaly více než sto let. Byla do doba krutovlád a anarchie, zemi vládlo několik vojenských diktátorů, tzv. gaudillos. I přes svoji významnou úlohu se Caracas rozvíjel jen velmi pomalu až do 70. let 19. století, kdy generál Guzmán 'Modernizátor' Blanco schválil rozsáhlý program modernizace. Program zahrnoval budování mohutných staveb, které však byly zničeny zemětřesením v roce 1900.

### Objev ropy, současnost

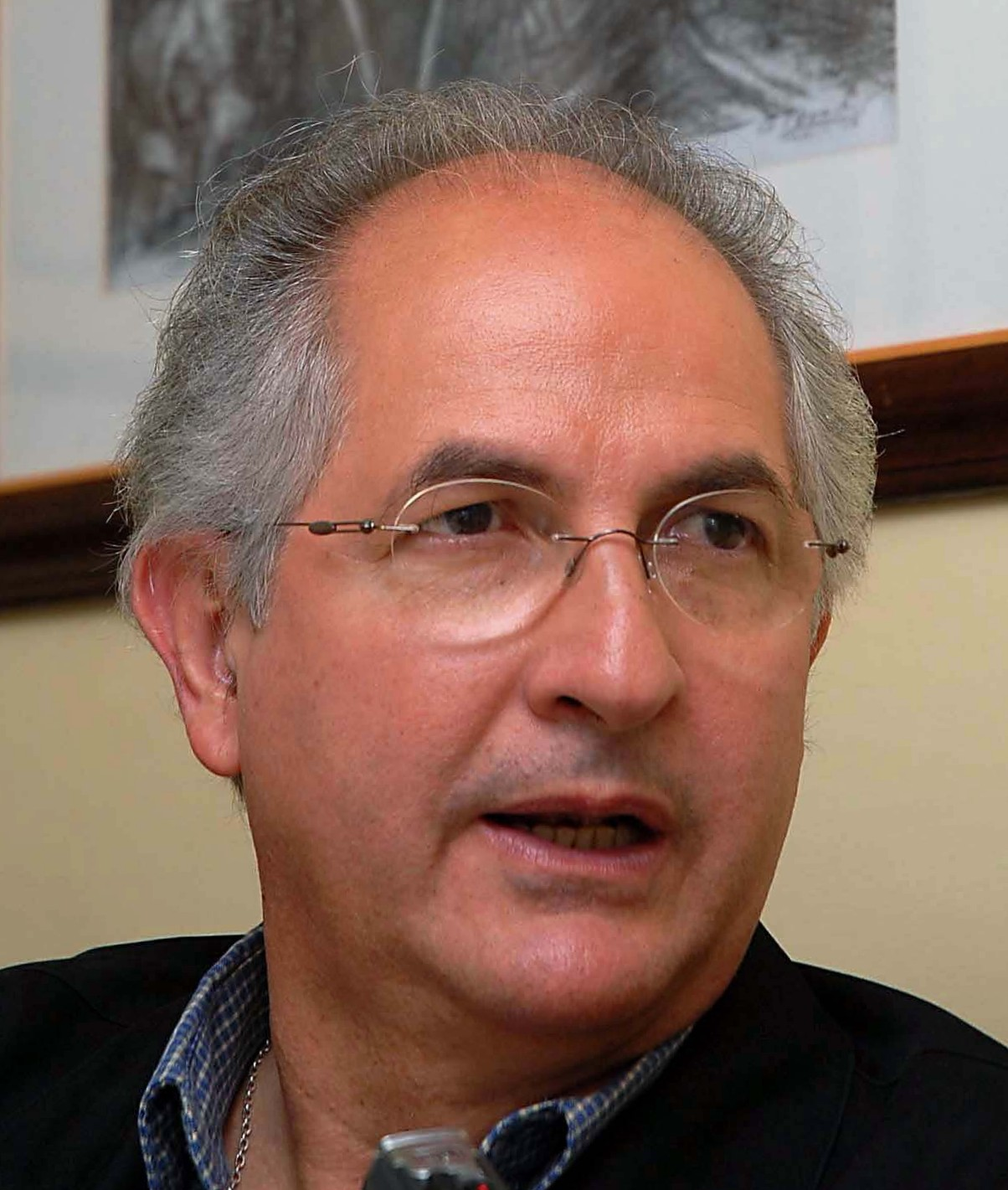
Antonio Ledezma, bývalý starosta Caracasu

V době rozmachu těžby ropy ve dvacátých letech minulého století se z koloniálního městečka stalo moderní město, kterým je Caracas dnes. V padesátých letech se začaly stavět dálnice podle amerického vzoru. Městský rozvoj pokračoval do osmdesátých let, kdy byl zahájen provoz metra.
Od padesátých let populace Caracasu prudce stoupla, také imigrací mj. z Kolumbie a Haiti. V osmdesátých a devadesátých letech zažilo město ekonomický úpadek a tisíce venkovanů, které dříve proudily do metropole, najednou vedly nejistou existenci ve zchátralých domech na kopcích obklopujících centrum města. 15. prosince 1999 velké sesuvy bahna zdevastovaly 100 km pobřeží na sever od Caracasu. Neobvykle vydatné srážky, které katastrofu způsobily, se v tomto regionu vyskytují pouze jednou za tisíc let. Sesuvy bahna považované za nejhorší katastrofu v Jižní Americe si vyžádaly kolem 50 000 obětí, bez domova zůstalo 150 000 lidí. Celá městečka z chatrčí zmizela, koloniální město La Guaira – kdysi nejvýznamnější kulturní památka v regionu – bylo téměř úplně zničeno.
V dubnu 2002 se ulice centrálního Caracasu staly bitevním polem a divadelní scénou zároveň. Město bylo několik dní paralyzováno demonstracemi proti vládě prezidenta Hugo Cháveze, to vyprovokovalo vládu, aby shromáždila své příznivce a uspořádala protidemonstrace. Konfrontace se zvrhly v pouliční bitky. Chávez sám byl krátce zajat a držen ve vazbě, ale o tři dny později se se slávou vrátil do úřadu.

## Památky

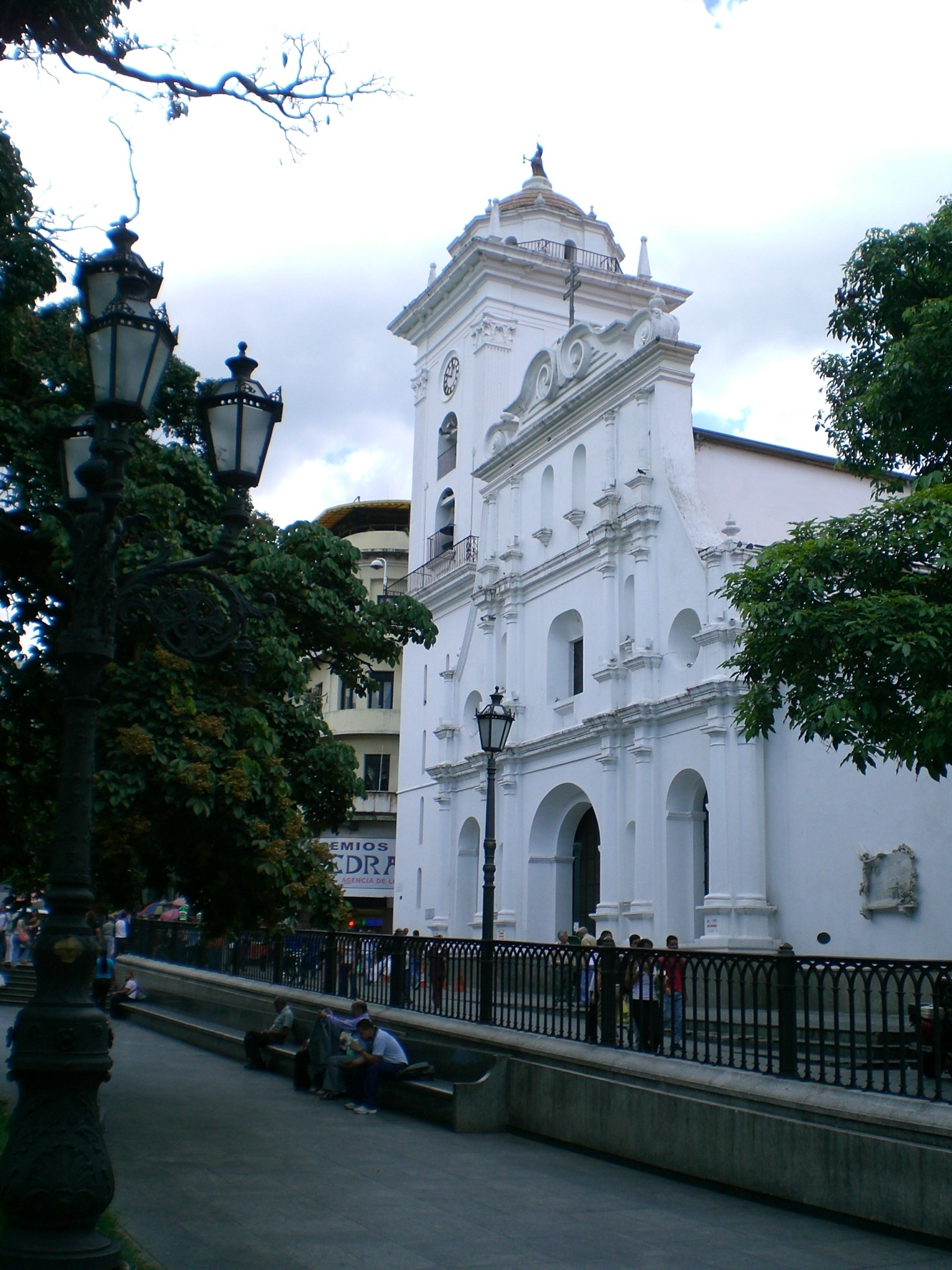
Caracaská katedrála

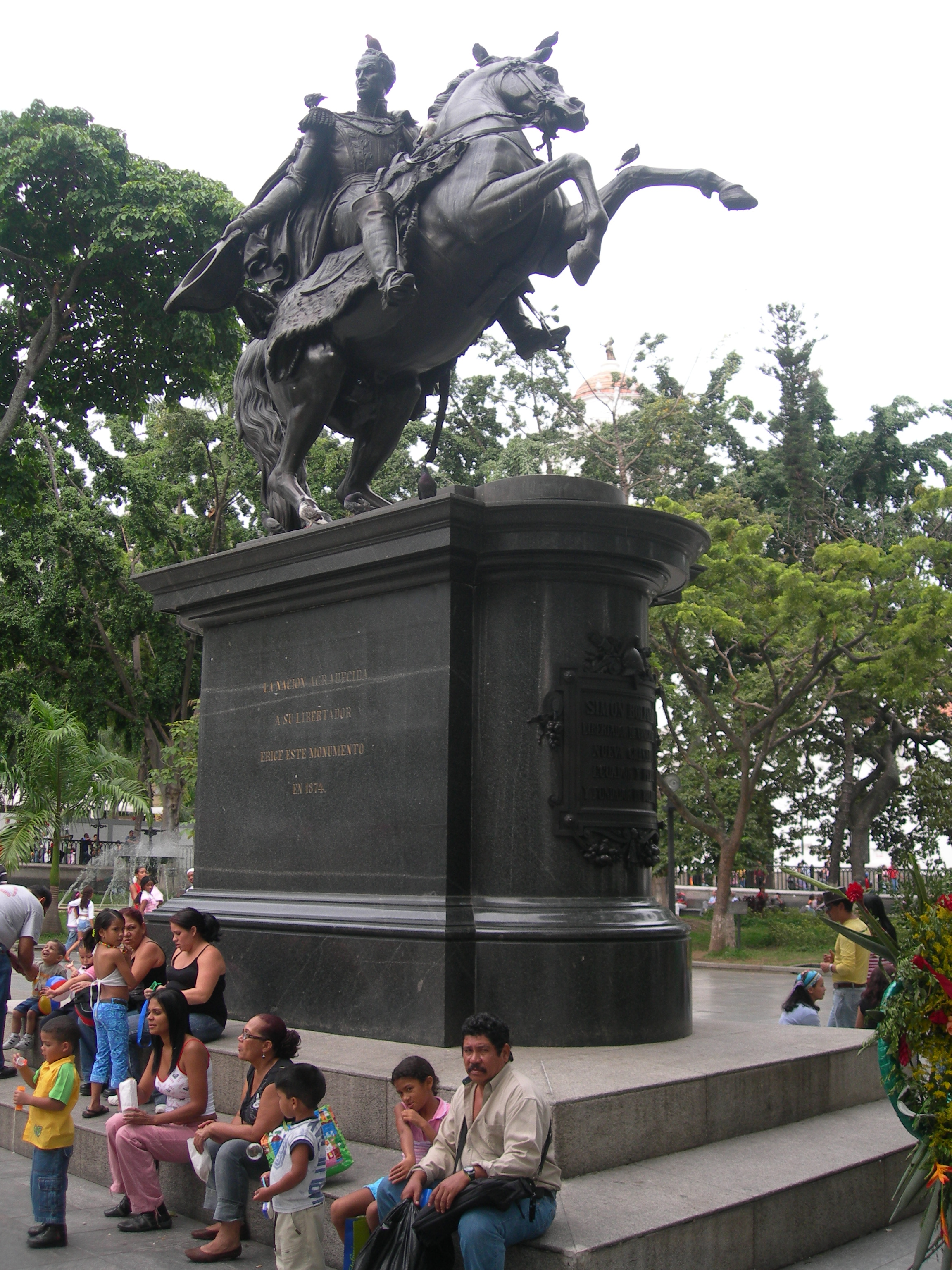
Pomník Osvoboditele Simóna Bolívara

Ve městě se nalézá množství muzeí, mezi kterými vyniká například muzeum Casa Natal del Libertador, jedná se o rekonstruovaný rodný dům právě Simóna Bolívara. Mezi další zajímavosti se řadí památník Panteón Nacional, u kterého je pro změnu revolucionář pohřben. Stavba městské katedrály byla zahájena Španěly roku 1614. Město postihlo v roce 1812 ničivé zemětřesení, které zničilo většinu historických koloniálních staveb. Od roku 2000 je na seznamu světového dědictví UNESCO zapsáno univerzitní město v Caracasu jako výjimečný příklad moderní architektury a urbanismu.

## Průmysl
Místní průmysl se zaměřuje převážně na výrobu automobilů, cementu, umělých hmot, potravin, papíru, chemického a textilního zboží.

## Slavní rodáci
- Francisco de Miranda (1750–1816), venezuelský důstojník a revolucionář
- Simón Bolívar (1783–1830), venezuelský generál a politik, představitel jihoamerického boje za nezávislost na Španělsku
- Rómulo Gallegos (1884–1969), venezuelský spisovatel a politik, prezident Venezuely od února do listopadu roku 1948
- Baruj Benacerraf (1920–2011), americký fyziolog, imunolog a biolog, nositel Nobelovy ceny za fyziologii a lékařství za rok 1980
- Manuel Blum (* 1938), venezuelský informatik
- Carolina Herrera (* 1939), módní návrhářka
- Johnny Cecotto (* 1956), bývalý venezuelský motocyklový a automobilový závodník
- Nicolás Maduro (* 1962), venezuelský politik, úřadující prezident Venezuely od roku 2013
- Santiago Cabrera (* 1978), chilský herec
- Tatiana Řecká a Dánská (* 1980), sňatkem řecká a dánská princezna
- Majandra Delfino (* 1981), americká  herečka a zpěvačka
- Dayana Mendoza (* 1986), venezuelská modelka, Miss Venezuela 2007, Miss Universe 2008
- Garbiñe Muguruzaová (* 1993), španělsko-venezuelská profesionální tenistka, bývalá světová jednička
- Yulimar Rojasová (* 1995), venezuelská atletka, trojskokanka, světová rekordmanka, mistryně světa, zlatá olympijská medailistka z LOH 2020

## Partnerská města
- Bogotá, Kolumbie
- Cluj-Napoca, Rumunsko
- Damašek, Sýrie
- Havana, Kuba
- Istanbul, Turecko
- Teherán, Írán
- Madrid, Španělsko
- Managua, Nikaragua
- Minsk, Bělorusko
- New Orleans, USA
- Nová Bombaj, Indie
- Quezon City, Filipíny
- Santo Domingo, Dominikánská republika
- San Francisco, USA
- São Paulo, Brazílie
- Soul, Jižní Korea

## Galerie

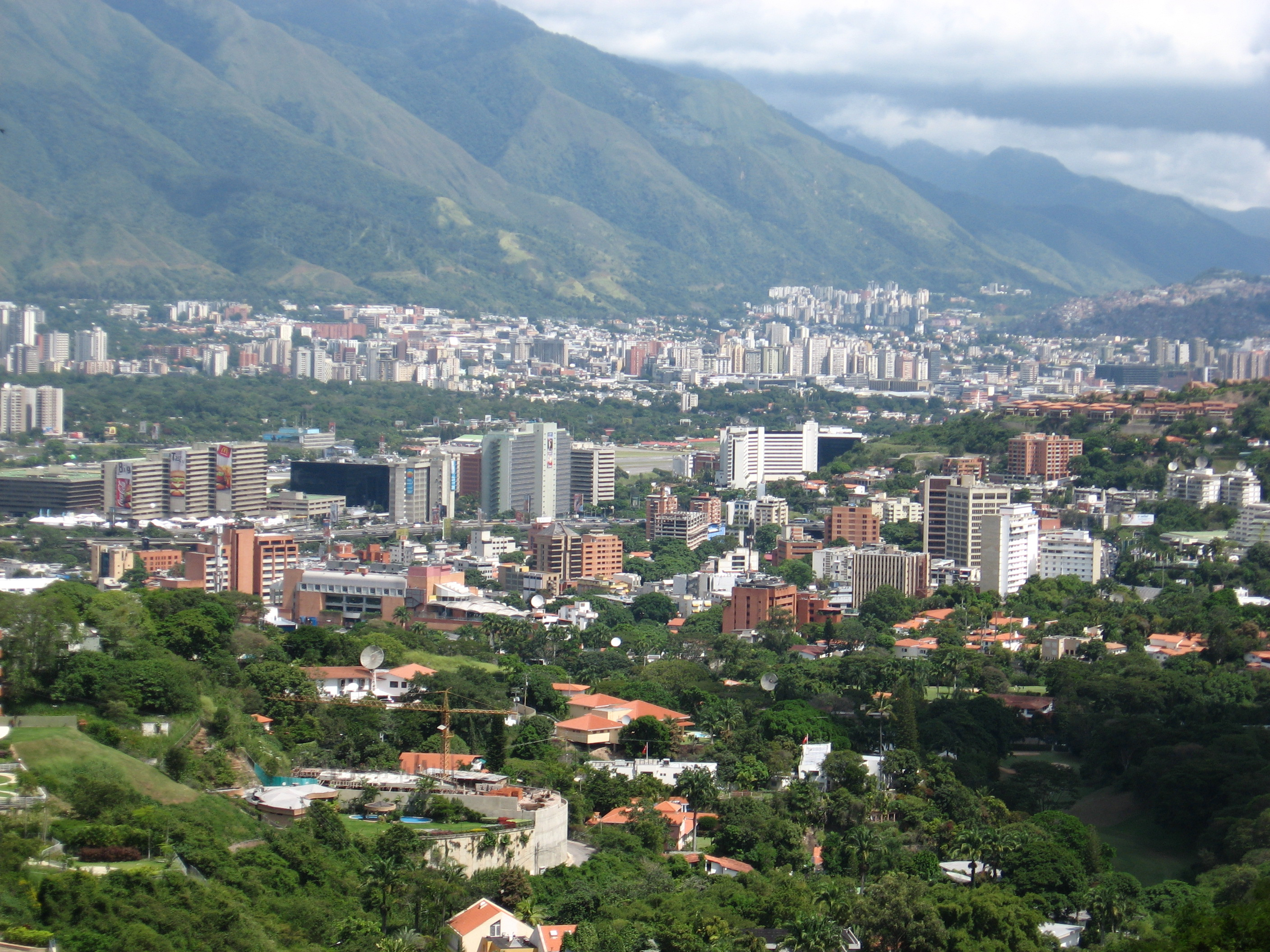
Pohled na Caracas od Valle Ariba
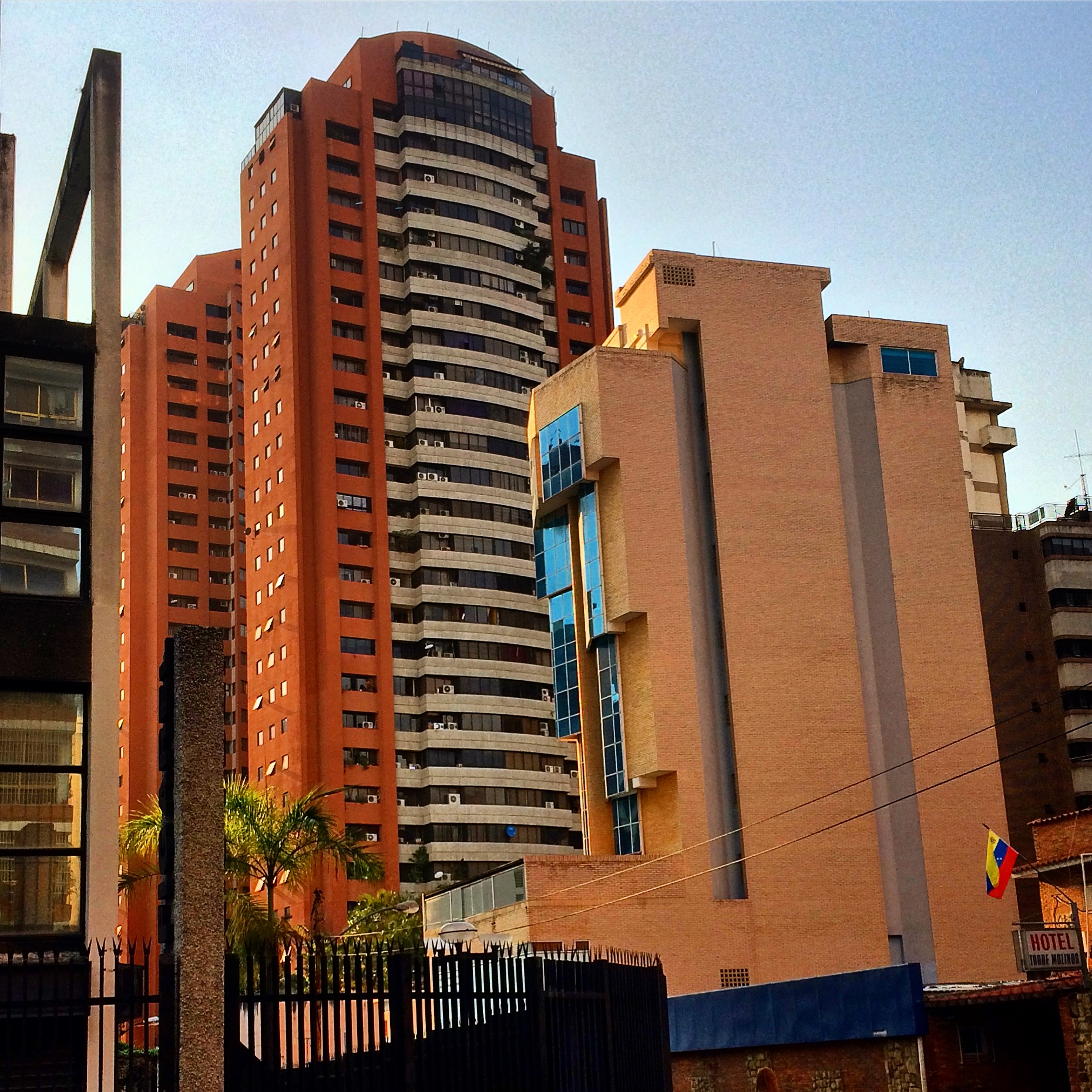
Sabana Grande - Torre Buenaventura
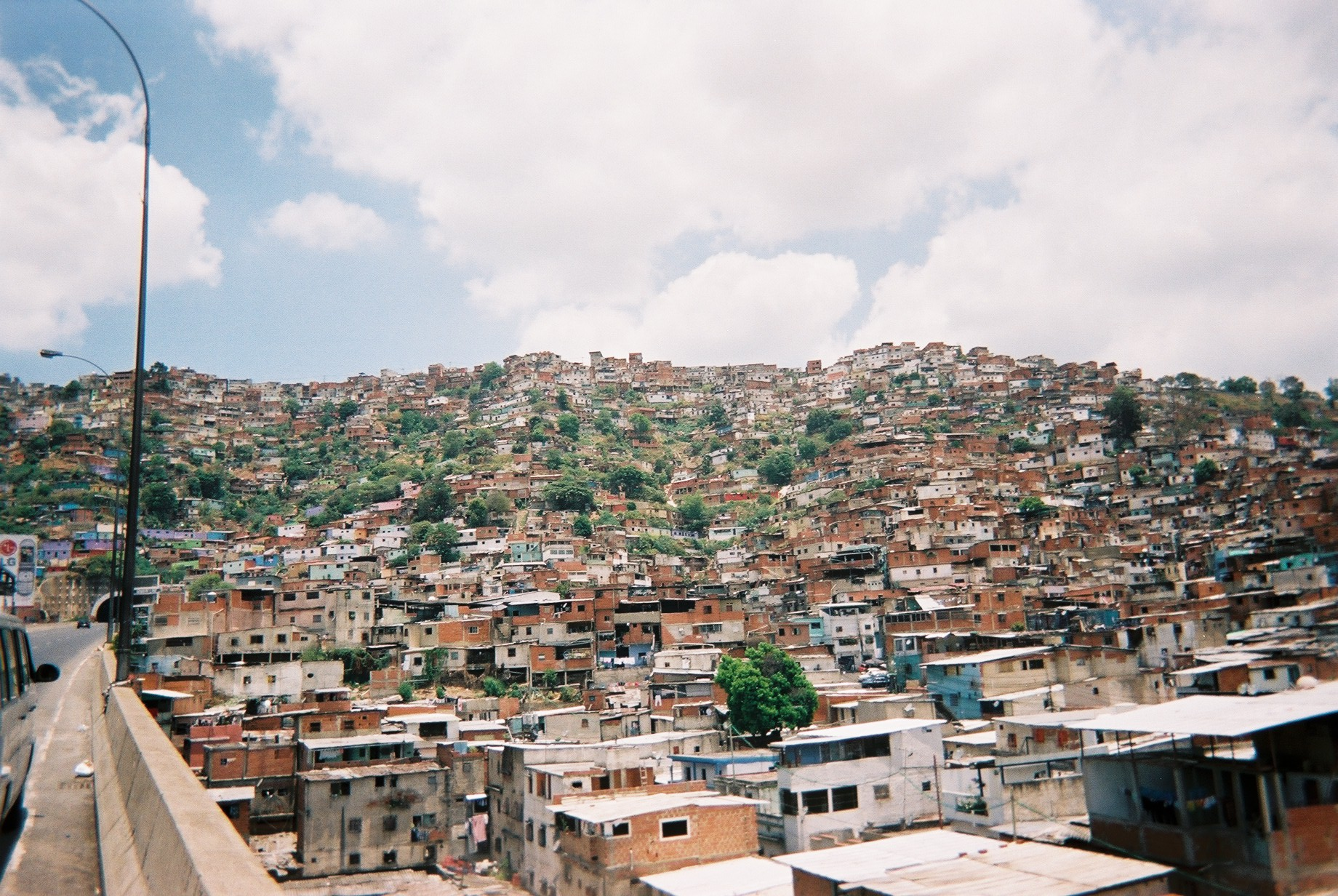
Pohled na jednu z chudinských čtvrtí zvaných barrios
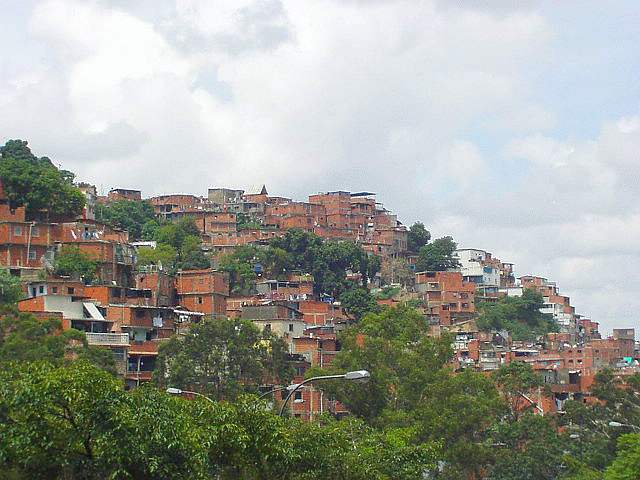
Chudinská čtvrť (barrio) Bolívar